# مارك باري (لاعب كرة قدم)
مارك باري (بالإنجليزية: Mark Parry)‏ هو لاعب كرة قدم بريطاني في مركز نصف الجناح، ولد في 21 مايو 1970 في ريكسهام في المملكة المتحدة. لعب مع نادي تشستر سيتي.